# Tokyo Sexwale
Mosima Gabriel Sexwale, detto "Tokyo" (Orlando West, 5 marzo 1953), è un imprenditore e politico sudafricano, imprigionato per molti anni a Robben Island per le sue attività anti-apartheid, insieme a personaggi come Nelson Mandela. Dopo le elezioni generali del 1994, le prime elezioni pienamente democratiche in Sudafrica, Sexwale divenne il premier della provincia di Gauteng e in seguito, dal 2009 al 2013, ministro dell'urbanistica del Sud Africa.

## Biografia
Sexwale è nato nel comune di Orlando West, a Soweto. Suo padre era impiegato al Johannesburg General Hospital e aveva combattuto contro i tedeschi nella seconda guerra mondiale. Sexwale è cresciuto durante gli sconvolgimenti della township nera. Nel 1973 si diplomò alla Orlando West High School.
Alla fine degli anni '60, Sexwale divenne un membro del Black Consciousness Movement di Steve Biko e divenne un leader locale del movimento radicale degli studenti sudafricani.  All'inizio degli anni '70, si unì all'ala armata dell'African National Congress, Umkhonto we Sizwe ("Lancia della nazione"). Mentre era in Swaziland, ottenne un certificato in studi aziendali presso l'Università del Botswana, Lesotho e Swaziland.

### In Unione Sovietica
Nel 1975, Sexwale andò in esilio nell'Unione Sovietica, dove seguì l'addestramento degli ufficiali militari sovietici e si specializzò in ingegneria militare.

### L'arresto
Al suo ritorno in Sud Africa nel 1976, Sexwale, insieme ad altri 11, fu catturato dopo uno scontro con le forze di sicurezza sudafricane. Dopo un processo durato quasi due anni presso la Corte Suprema del Sud Africa a Pretoria, venne accusato e successivamente condannato per terrorismo e cospirazione per rovesciare il governo. Nel 1977, Sexwale fu mandato nel carcere di massima sicurezza di Robben Island per scontare una pena di 18 anni.  Mentre era imprigionato a Robben Island, studiò per una laurea in BCom presso l'Università del Sud Africa. Sexwale venne rilasciato nel giugno 1990 secondo i termini dell'accordo Groote Schuur tra il governo del Partito Nazionale e l'African National Congress. Aveva trascorso 13 anni in prigione.
Durante questo periodo, fu rappresentato in parte da un'assistente legale di nome Judy van Vuuren. Cominciarono una relazione personale mentre lui era in prigione e si sposarono subito dopo il suo rilascio nel 1990.

### Carriera politica
Dopo il suo rilascio, Sexwale tornò a Johannesburg, dove lavorò come capo del dipartimento di collegamento pubblico della sede dell'African National Congress. Successivamente fu nominato capo dei progetti speciali, riferendo al quartier generale militare dell'ANC. Nel settembre del 1990 venne eletto membro del comitato esecutivo dell'ANC nella regione Pretoria - Witwatersrand - Vereeniging (PWV).
Dopo le elezioni sudafricane dell'aprile 1994, Sexwale fu eletto primo premier della nuova provincia PWV (ribattezzata provincia di Gauteng nel dicembre 1994). In questo ruolo, gli fu attribuito il merito di aver portato la pace in diverse township politicamente instabili. Sexwale lasciò la politica per dedicarsi al settore aziendale nel 1998. Le ragioni di ciò non furono mai del tutto chiare, ma secondo quanto riferito erano dovute al sentirsi soffocato dalle restrizioni del governo centrale e all'esaurimento causato dagli intrighi interni dell'African National Congress. Si dise anche che Sexwale avesse lasciato la politica a causa di forti disaccordi con l'allora vicepresidente del Sud Africa, Thabo Mbeki. Diventò un uomo d'affari di successo.
Il 7 gennaio 2007, il Sunday Times riportò la notizia che Sexwale stava facendo una campagna per una posizione di leadership all'interno dell'ANC, che lo avrebbe messo nella posizione di sostituire Thabo Mbeki come presidente del Sud Africa nel 2009. Sexwale ammise durante Hard Talk della BBC che se gli fosse stato chiesto di presentarsi alle elezioni come presidente del partito da parte delle strutture dell'ANC, lo avrebbe preso seriamente in considerazione.  Fu nel comitato esecutivo nazionale dell'ANC, composto da 80 membri, nel dicembre 2007 al 10º posto, con 2.198 voti.
Il 10 maggio 2009, il presidente Jacob Zuma nominò Sexwale Ministro degli insediamenti umani,  un ministero che sostituì il Dipartimento dell'edilizia abitativa.

### Gruppo Mvelaphanda
Dopo aver lasciato il settore pubblico, Sexwale ha fondato la Mvelaphanda Holdings (mvelaphanda è la parola Venda per "progresso"), una società di cui è tuttora presidente esecutivo. Mvelaphanda si concentra principalmente sui settori minerario, energetico e affini. Alcuni degli interessi principali di Sexwale sono l'estrazione di petrolio e diamanti, per i quali gli sono state concesse concessioni in Africa e Russia; questi interessi sono controllati da una filiale di Mvelaphanda Holdings denominata Mvelaphanda Resources.
Attraverso il suo gruppo Mvelaphanda, Sexwale detiene importanti partecipazioni nel settore minerario. Ha discusso con la Eurasian National Resources Corporation, di proprietà kazaka, un piano per acquisire interessi minerari in Guinea. Il nuovo codice minerario, redatto dai consiglieri del presidente guineano Alpha Condé, di cui Sexwale era un partner commerciale anche prima che Condé diventasse presidente.
Mvelphanda Holdings di Sexwale e Palladino Holdings di Walter Hennig hanno stretto una partnership con i gestori di fondi di investimento statunitensi Och-Ziff Capital Management in African Global Capital, un fondo di investimento in risorse naturali focalizzato sul continente.

### Africa Management Limited
Nel gennaio 2008 OZ Management, Mvelaphanda (Mvela) Holdings e Palladino Holdings di Walter Hennig hanno annunciato la creazione di una nuova joint venture, Africa Management Limited. Nell'ambito della joint venture, Africa Management Limited ha fondato African Global Capital, come veicolo per investimenti sia nei mercati privati che pubblici in tutta l'Africa, concentrandosi sulle risorse naturali e sulle relative opportunità. Sexwale ha dichiarato: "Intendiamo rafforzare la nostra già forte posizione negli investimenti africani in collaborazione con Och-Ziff. La partnership con Och-Ziff in African Global Capital ci aiuterà ad accelerare nella costruzione della principale società di investimenti africana".

## Vita privata
Il soprannome di Sexwale "Tokyo" deriva dal suo coinvolgimento nello sport del karate da giovane.
Sexwale ha due figli dalla prima moglie e due figli dalla seconda moglie, Judy van Vuuren, un'assistente legale che ha incontrato nella prigione di Robben Island. Dopo il suo successo finanziario, si è trasferito con la famiglia nel sobborgo di Illovo, in precedenza prevalentemente bianco. Nel 2013, Sexwale e la sua seconda moglie hanno chiesto il divorzio.
Tre giorni dopo la morte di Mandela, l'8 dicembre 2013, Sexwale è apparso a un servizio di preghiera a Houghton, in Sud Africa, dove ha salutato Mandela come il "più puro del bene più puro" e ha incoraggiato tutti a imparare dal suo esempio: "Il suo metodo era quello di risolvere i problemi più impraticabili di una società attraverso il dialogo e il coinvolgimento".
Nel novembre 2022 ha sposato Natacha da Silva, un'ex modella di 38 anni più giovane di lui.

## Controversie
Nel 2001, Sexwale fu accusato, insieme a Cyril Ramaphosa e Mathews Phosa, di complottare per deporre il presidente Thabo Mbeki. Sexwale negò le accuse e tutti e tre ricevettero l'appoggio di Nelson Mandela; successivamente furono prosciolti da ogni accusa.
Nel 2002 gli fu rifiutato il visto per entrare negli Stati Uniti, cosa che gli impedì di partecipare alla quotazione della Gold Fields (società di cui detiene una quota del 15%) alla Borsa di New York. Successivamente emerse che lui, insieme a molte importanti figure anti-apartheid sudafricane come Mandela e il ministro del governo sudafricano Sidney Mufamadi, erano ancora nell'elenco americano dei terroristi globali. Dopo aver avviato un'azione legale, arrivando al punto di far notificare documenti al Dipartimento di Stato degli Stati Uniti e in seguito all'intervento personale di Condoleezza Rice, Sexwale e gli altri ricevettero deroghe di dieci anni dal Servizio di Immigrazione e Naturalizzazione e dal Dipartimento della Patria Sicurezza, poiché il governo riteneva che rimuoverli permanentemente dalla lista avrebbe significato cambiare la legge, il che sarebbe stato un processo lungo. Nel luglio 2008 un disegno di legge è diventato legge negli Stati Uniti per "fornire sollievo ad alcuni membri dell'African National Congress per quanto riguarda l'ammissibilità" e l'ANC stessa è stata rimossa dalla lista dei terroristi  anche se il 28 ottobre 2013 l'ANC ha chiesto le scuse dopo che Sexwale è stato trattenuto in un aeroporto americano perché era ancora sulla lista dei terroristi.
Nel 2005, Sexwale è stato aspramente criticato per essere stato "indeciso" durante il finale dal vivo della versione sudafricana di The Apprentice, di cui era il frontman su SABC3. Entrambi i finalisti, Zanele Batyashe, 24 anni, e Khomotso Choma, 34 anni, vennero scelti nella puntata finale andata in onda il 22 settembre.
Il nome di Sexwale è apparso in un rapporto delle Nazioni Unite sulle transazioni illegali nell'ambito del programma Oil-for-Food.
Nel luglio 2009, Sexwale è stato criticato da alcune organizzazioni della società civile e da alcuni accademici per quelle che hanno definito "trovate pubblicitarie", nonché per aver accusato le comunità protestanti di fomentare "l'anarchia" e minacciato "tolleranza zero" contro i manifestanti che "agivano sotto altre bandiere".

### Guinea
Sexwale guidò un gruppo di sudafricani che idearono un piano per rilevare le risorse minerarie e le concessioni minerarie nella Repubblica di Guinea, che il governo guineano intendeva rinazionalizzare dopo aver revocato gli accordi stipulati dai precedenti governi al potere. Sexwale discusse un piano con la Eurasian Natural Resources Corporation per acquisire interessi minerari in Guinea.
Si credeva che Sexwale fosse il responsabile dietro a due società delle Isole Vergini britanniche, Palladino Holdings e Floras Bell, gestite da Walter Hennig. Nell’aprile 2011 Walter Hennig concluse un accordo segreto con il presidente guineano Alpha Condé che prevedeva il trasferimento di miliardi di dollari di attività minerarie appartenenti a società come BHP e Rio Tinto – che volevano investire miliardi per sviluppare le miniere della Guinea – all'intermediario sudafricano Palladino Capital.
L'accordo prevedeva un prestito di 25 milioni di dollari al governo guineano per finanziare l'avvio di una nuova compagnia mineraria statale guineana. Dietro Walter Hennig e il contratto di prestito da 25 milioni di dollari c'erano Sexwale; Mark Willcox, amministratore delegato del gruppo Mvelaphanda, e molti altri uomini d'affari di origine sudafricana, polacca e britannica. Uno di loro era Ian Hannam, un banchiere londinese che tentò di organizzare la quotazione di Rusal alla Borsa di Londra nel 2007, ma fallì. L'accordo di prestito era oggetto ad un'eventuale indagine da parte della Banca Mondiale che avrebbe dovuto verificare se il prestito fosse effettivamente destinato a finanziare una nuova società mineraria statale, come indicato nel contratto, o a favorire interessi politici o individuali in cambio delle concessioni dell'attività mineraria.
Mahmoud Thiam, ex ministro delle miniere guineane e oppositore politico del presidente Alpha Condé, dichiarò che Sexwale "era arrabbiato con il presidente perché non stava mantenendo le sue promesse" e che Sexwale stava finanziando la campagna elettorale del presidente attraverso l'accordo di prestito.
Nel luglio 2012, la pubblicazione russa Argumenty i Fakty riportava che Walter Hennig, attraverso Palladino Capital 2, aveva effettuato una serie di pagamenti per un totale di 25 milioni di dollari al figlio del presidente guineano, Mohammed Condé.  I pagamenti furono effettuati da Walter Hennig da un conto detenuto a Turks e Caicos su un conto offshore in mano a Mohammed Condé a Monaco.
Il denaro era stato originariamente prestato dalla società offshore di Hennig, Palladino Capital 2, per avviare la compagnia mineraria statale, ma vari articoli di giornali riportarono fonti anonime che sostenevano come i 25 milioni di dollari non erano mai stati riportati nei conti del paese.  Di fronte a queste accuse, Sexwale rifiutò di commentare personalmente rilasciando invece dichiarazioni tramite il suo portavoce Xolani Xundu secondo cui Sexwale non avrebbe confermato o negato alcuna delle affermazioni provenienti da "fonti senza volto".